# Courgeoût
Courgeoût (kuʁ.ʒuⓘ) es una población y comuna francesa, situada en la región de Baja Normandía, departamento de Orne, en el distrito de Mortagne-au-Perche y cantón de Bazoches-sur-Hoëne.

## Demografía
| 425 | 373 | 314 | 309 | 368 | 451 |
| Para los censos de 1962 a 1999 la población legal corresponde a la población sin duplicidades (Fuente: INSEE [Consultar]) |     |     |     |     |     |